# Lake Como Golf Club
Il Lake Como Golf Club è stato uno dei primi golf club in Italia. Fu creato a Dervio nel 1905 e cessò ogni attività prima del 1922.
Fu fondato principalmente per volere di alcuni cittadini inglesi in villeggiatura a Bellagio: Margaret Scott, vincitrice dei primi tre British Ladies Amateurs (1893, 1894 e 1895), e del marito Frederick Gustavus Hamilton Russell, indicato come Captain del golf club.
Nel 1906 il golf club aveva 37 membri, 40 nel 1908 e nel 1909 e di nuovo 37 nel 1912.

## Il campo da golf
Il campo da golf venne disegnato da J. H. Taylor ed era composto da nove buche per una lunghezza di 2320 yards nel 1912 e di 2347 yards nel 1915.
(Margaret R. Hamilton Russell, 1912)

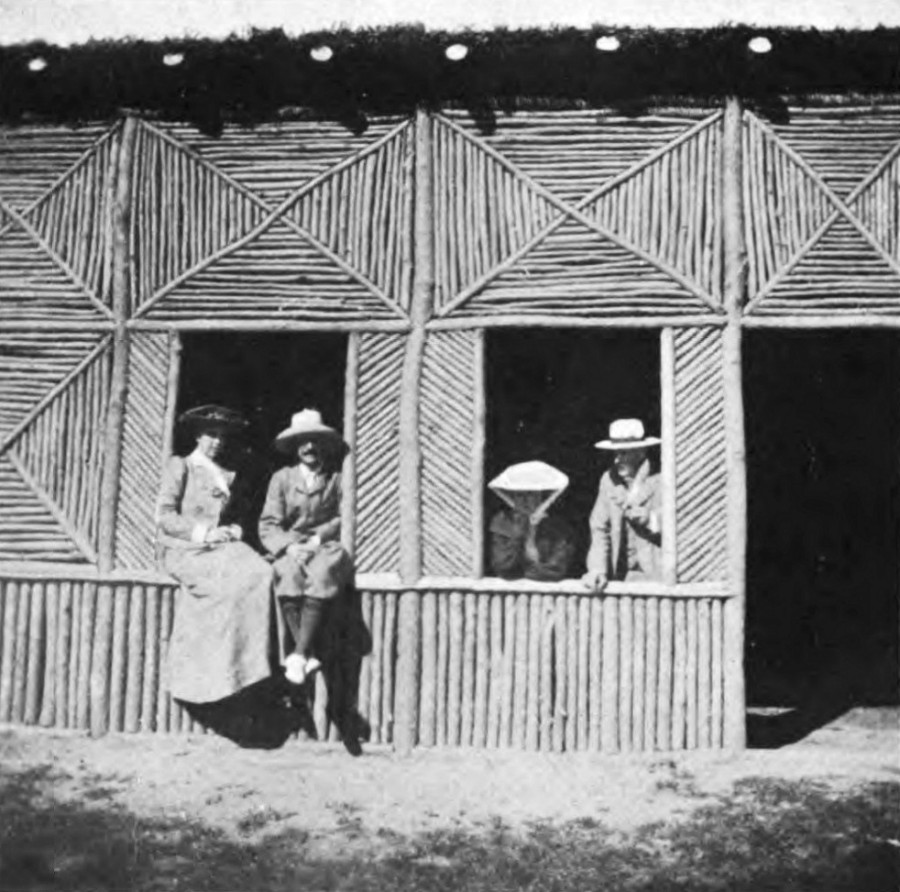
La club house nel 1905

Per ospitare i turisti inglesi venne costruita anche una club house, il cui edificio, rimaneggiato nel tempo, è tuttora esistente.

### La deviazione del torrente Varrone
Nel 1908 Frederick Gustavus Hamilton Russell ottenne di poter deviare la parte finale dell'alveo del torrente Varrone in modo da attraversare il campo da golf. L'alveo venne così nettamente accorciato e reso rettilineo.

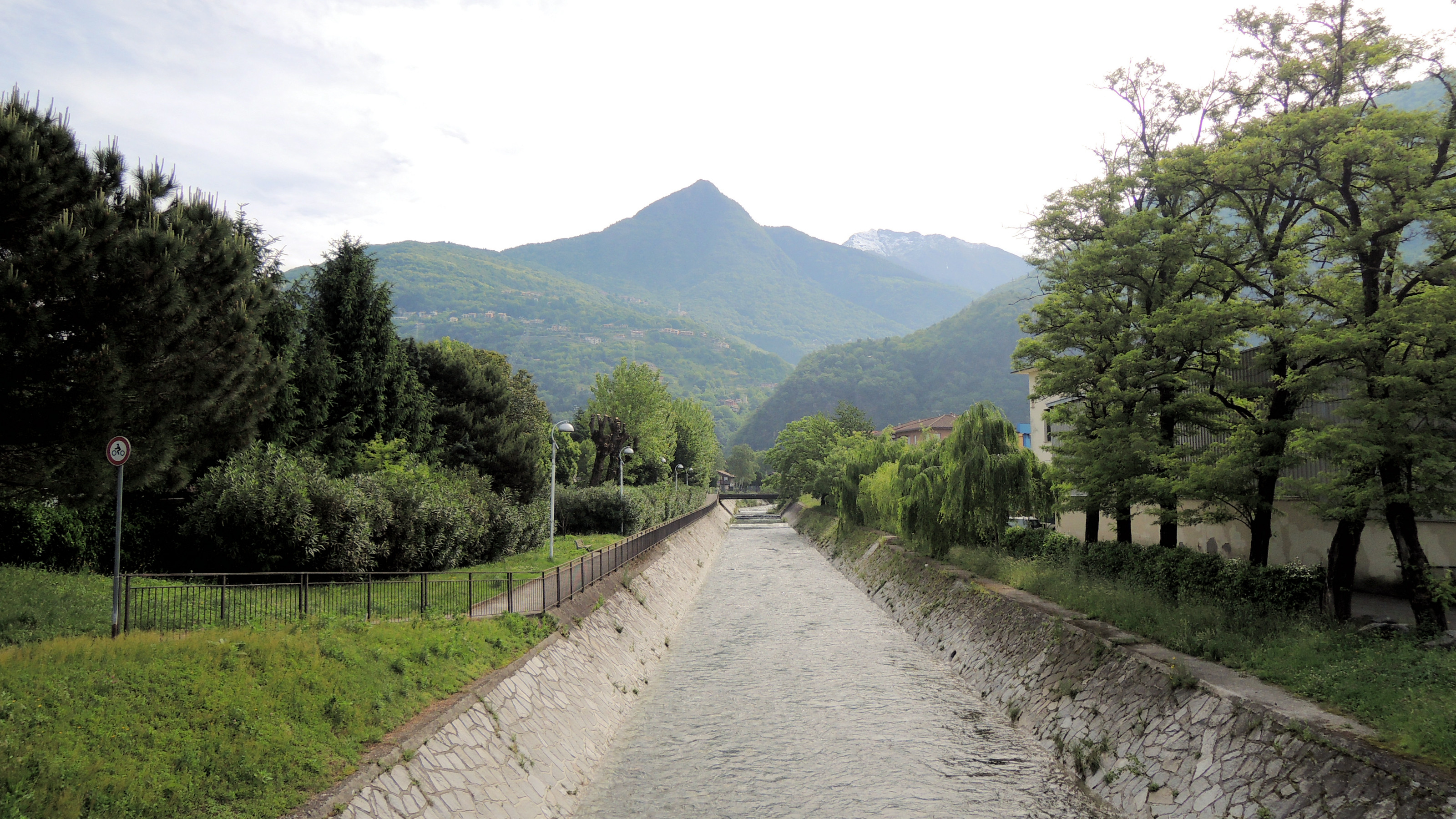
Parte terminale dell'alveo del torrente Varrone, reso rettilineo nel 1908 dal locale Lake Como Golf Club.

## La cessazione del golf club
Il golf club era ancora indicato come esistente nel 1921, ma già nel febbraio 1922 alcuni terreni del campo da golf erano stati ceduti alla ditta Vincenzo Pensa.